# Basilika Sacré-Cœur (Marseille)

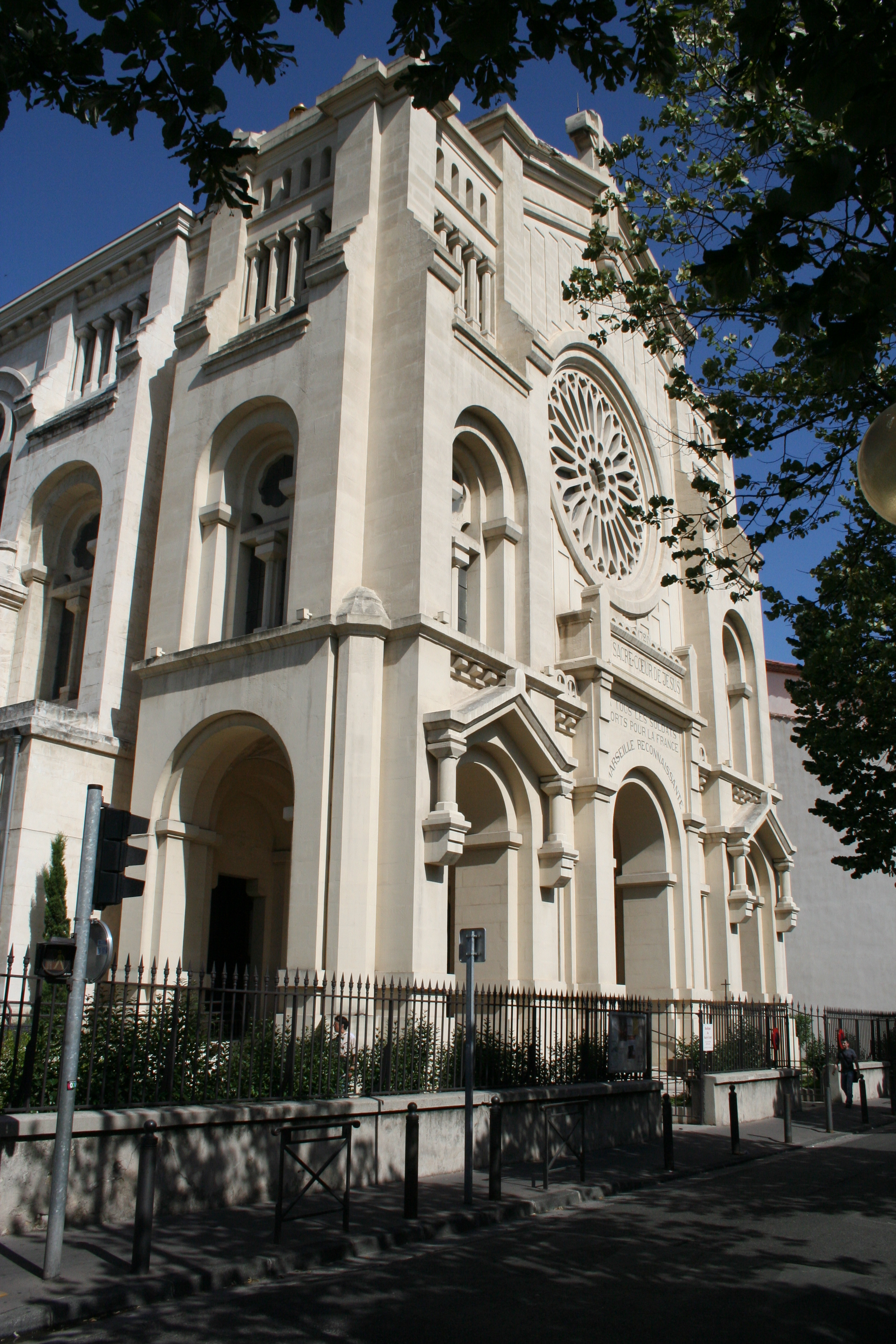
Basilika Sacré-Cœur, Marseille

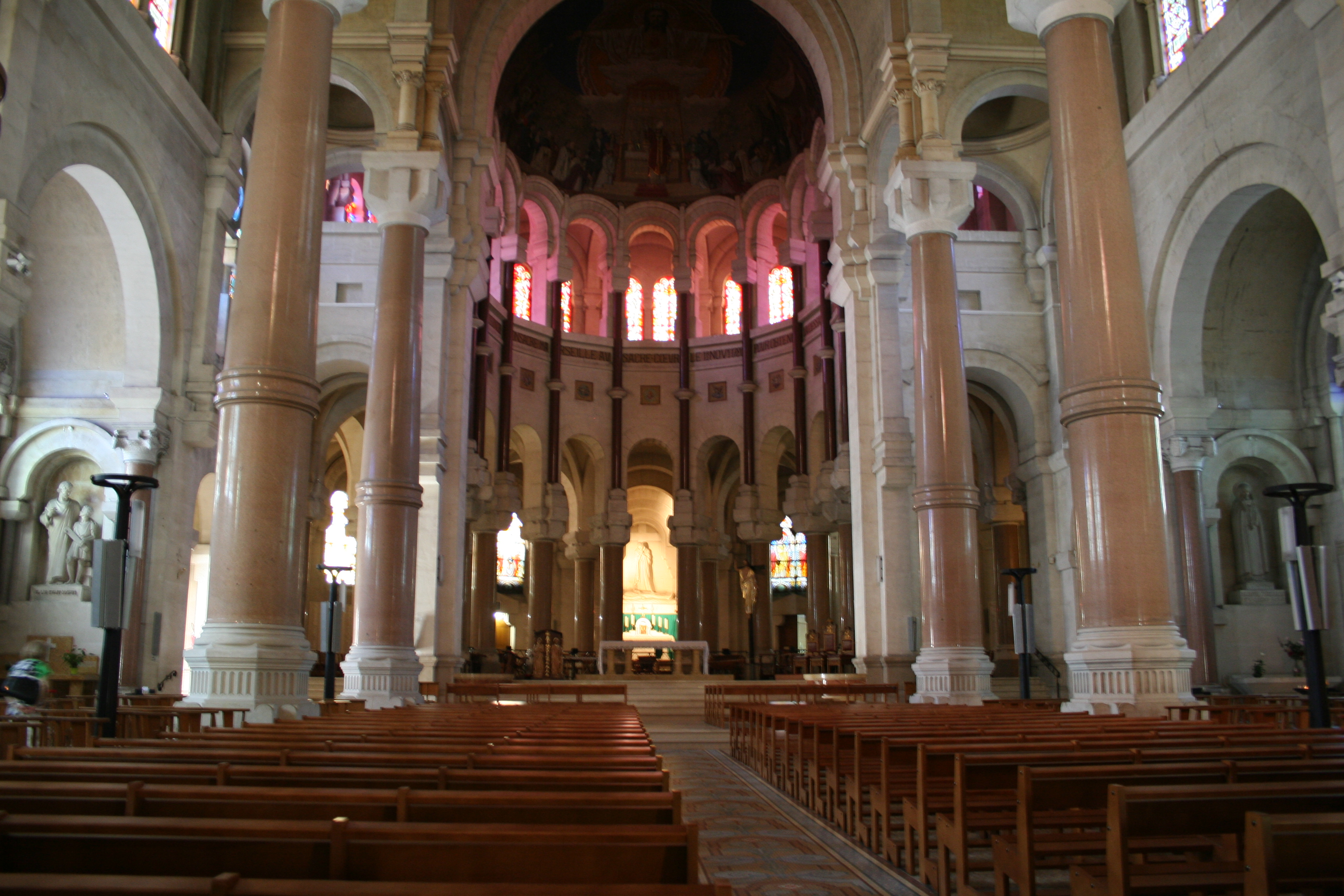
Innenraum der Kirche

Die Basilika Sacré-Cœur ist eine römisch-katholische Kirche im Viertel Rouet von Marseille in der französischen Region Provence-Alpes-Côte d’Azur. Die dem Heiligsten Herzen Jesu gewidmete Pfarrkirche des Erzbistums Marseille hat den Rang einer Basilica minor. Die Kirche wurde in der ersten Hälfte des 20. Jahrhunderts im neoromanisch-neobyzantinischen Stil erbaut. Die Basilika wurde zum Gedenken an die Pest von 1720 errichtet und dient auch als Gedenkstätte für den Ersten Weltkrieg.

## Geschichte
Der Bau der Herz-Jesu-Basilika wurde nach dem Ersten Weltkrieg beschlossen, um die Kirche St. Adrien und St. Hermes zu ersetzen, die für die Gemeinde zu klein geworden war. Die Bevölkerung in diesem Gebiet wuchs zu dieser Zeit. Der Grundstein wurde am 7. November 1920 anlässlich des 200. Jahrestages des Gelübdes von Bischof Belsunce während der Pest von 1720 gelegt, und der Bau dauerte 27 Jahre.
Die Kirche wurde von dem Architekten Théophile Dupoux entworfen, der sie im neoromanisch-neobyzantinischen Stil gestaltete. Nach seinem Tod 1924 wurde sein Sohn zum Nachfolger.
Der Baubeginn wurde von Bischof Fabre veranlasst, der den Beschluss zum Bau in seinem Weihnachtsbrief von 1918 bekannt gab. Bei einem Besuch in Rom am 8. März 1921 erhielt der Erzbischof von Marseille die Ermutigung von Papst Benedikt XV., der dieses Werk segnete und an „... die Soldaten von Marseille sind für das Vaterland gestorben, die großzügigen Seelen, die helfen werden, diese Herz-Jesu-Kirche zu bauen ...“ appellierte.
Der Bau wurde nach 27 Jahren abgeschlossen. Die Basilika wurde am 5. Mai 1947 von Kardinal Roques, Erzbischof von Rennes, geweiht. Das ursprünglich geplante architektonische Programm konnte nicht wie vorgesehen durchgeführt werden. Das Ganze hat einen modernistischeren Charakter als der ursprünglich vom Architekten geplante neoromanisch-neobyzantinische Entwurf.
Am 17. September 1997 erhob Papst Johannes Paul II. Sacré-Cœur zu einer Basilica minor.

## Architektur
Die Basilika wurde aus Natursteinen aus den Steinbrüchen von La Roche d'Espeil in Sanary-sur-Mer im Var (Fundamente und Äußeres des Gebäudes), Saint-Symphorien bei Bonnieux (Vaucluse) (Inneres der Krypta, Sockel der Pfeiler und Säulen), aus Buxy (im Landesinneren), aus Saint-Gengoux in Saône-et-Loire gebaut. Die über einer Krypta, die ein Viertel der Gesamtfläche einnimmt, errichtete Basilika erreicht eine Höhe von 27,90 m. Sie sollte von einem zentralen Glockenturm mit schlankem Abschluss gekrönt werden, der eine Höhe von 62 m erreicht hätte. Die Säulen im Inneren sind aus Granit – die größeren aus Korsika, die anderen aus Schweden. Sie tragen ein Gewölbe mit einer lichten Höhe von 22,5 m.

## Ausstattung
Die Buntglasfenster wurden von den Champigneulle-Werkstätten in Paris nach Entwürfen von Henri Pinta (1856–1944), Gewinner des Prix de Rome, ursprünglich aus Marseille, damals Designer in diesem Haus, hergestellt. In den Seitenschiffen stellen sie in sechs Tafeln die Geschichte des Heiligen Herzens dar.

Sacré-Cœur und Marseille
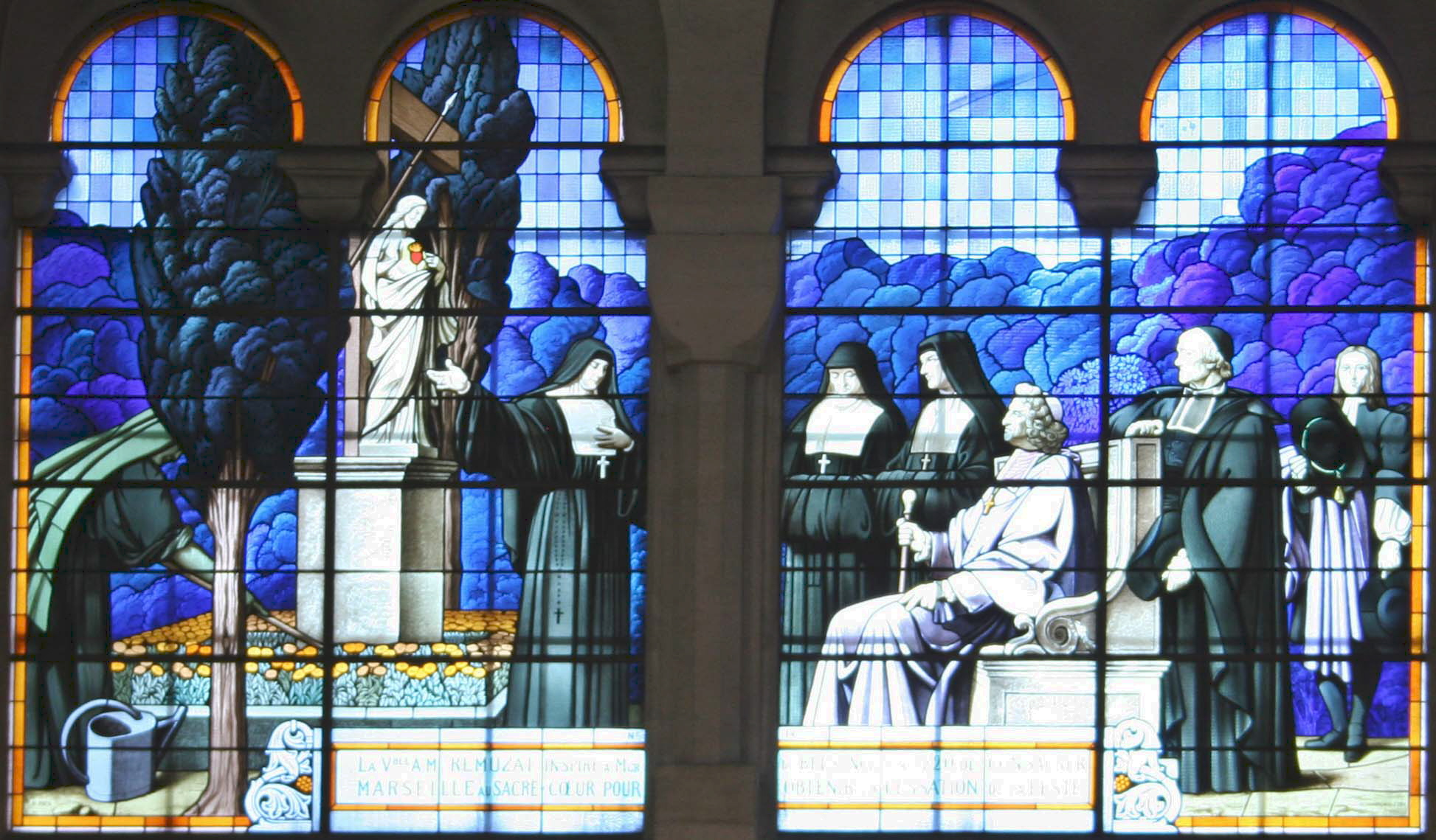
Tafel IV: Bischof Belsunce weiht die Stadt Marseille dem Heiligsten Herzen Jesu.
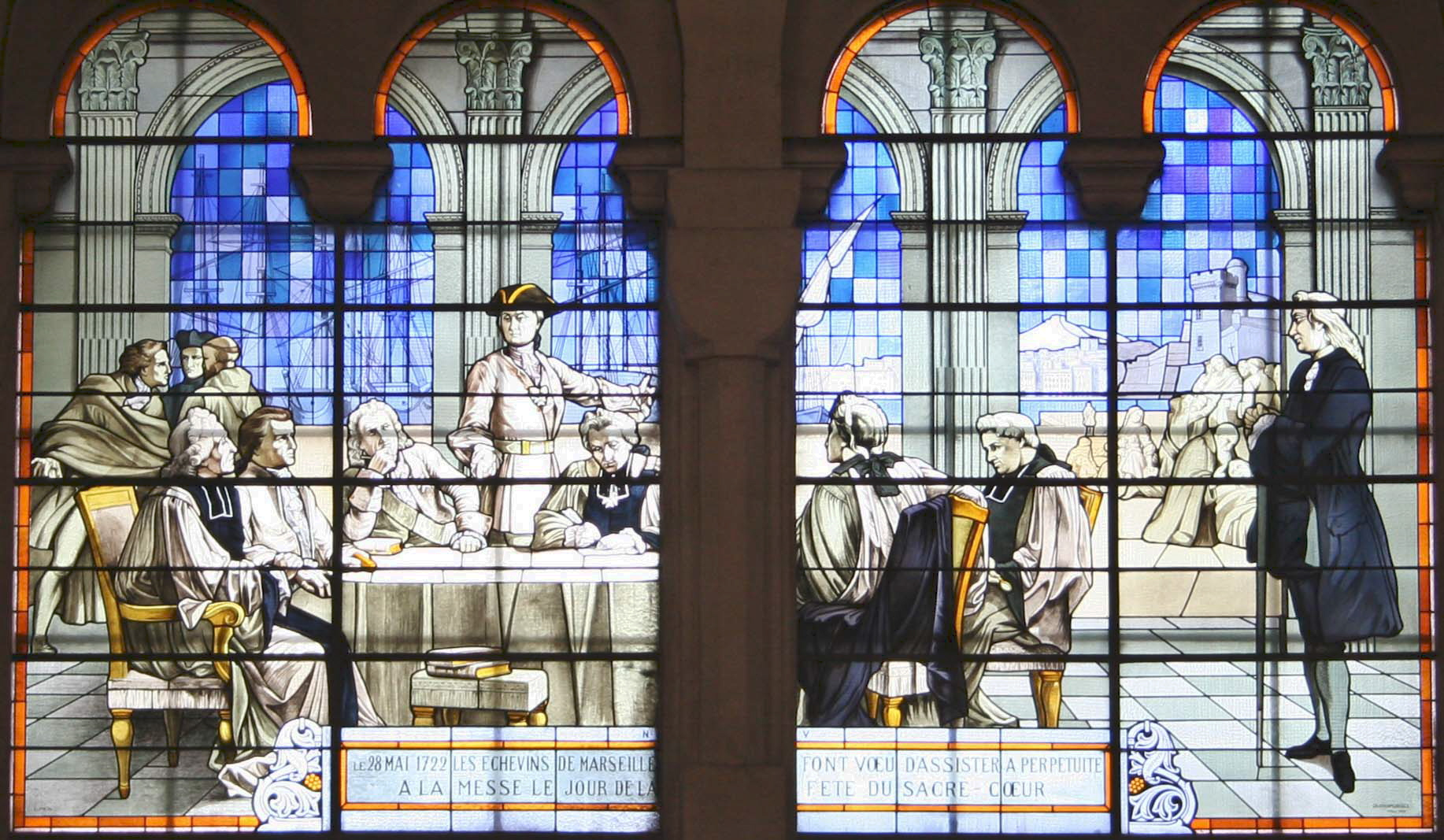
Tafel V: Gelübde der Ratsherren von 1722 während der Pestepidemie.

Henri Pinta ist auch der Schöpfer des großen Mosaiks von 120 m² am Gewölbe des Chors. In sechs Jochen wird hier mit 12 Buntglasfenstern den im Ersten Weltkrieg gefallenen Soldaten gedacht.
Eine Pietà, das Werk des Bildhauers Louis Botinelly, wurde am 11. November 1948, dem Tag der Einweihung der Kapelle Notre-Dame de Pitié durch Bischof Jean Delay, in der Basilika aufgestellt.
In der Kirche wird das Herz von Anne-Madeleine Rémusat, einer Nonne aus Marseille, aufbewahrt, die am 15. Februar 1730 starb.